# Het dilemma van Cesar
Het dilemma van Cesar  is het 137ste album van de Vlaamse stripreeks De avonturen van Urbanus en kwam uit in 2009

## Verhaal
In dit album heeft Cesar, de vader van het hoofdpersonage, een groot dilemma: hij moet gaan werken en moet kiezen tussen een functie als postzegelbevochtiger bij de seksshop of het voorzitterschap van de gehandicaptenbond. Hij probeert het allebei, met succes. Maar omdat er geen gehandicapten meer zijn, zorgt hij ervoor dat er weer nieuwe komen. Maar als dokter Kattenbakvulling dan een uitvinding doet waardoor het mogelijk wordt ledematen op een huisdier te laten groeien en die vervolgens teruggeplaatst kunnen worden op de markt brengt, komt zijn baan als voorzitter duidelijk in gevaar.

## Culturele verwijzingen
- In dit album had Cesar, omdat hij zijn armen en een been kwijt was, de armen van Roboboy en een been van het stripfiguur Plankgas uit de gelijknamige stripreeks Plankgas en Plastronneke.
- Dit is het enige album in de reeks waarin Urbanus geen hoofdrol speelt.